# Арауканія
Араукані́я (повна назва IX Регіон Арауканія, ісп. IX Región de la Araucanía, мап. Mapu Raqko) — регіон (найбільша одиниця адміністративного поділу) Чилі. Складається з двох провінцій (Каутин і Мальєко), столиця — місто Темуко. Регіон є центром розселення індіанського народу мапуче (арауканів), що успішно протистояли захопленню інками та іспанцями, проте у 1885 році це територія була підкорена Чилі та увійшла до її складу.